# 1905 w literaturze
Wydarzenia literackie w 1905 roku.

## Nowe książki
- zagraniczne
  - Heinrich Mann – Profesor Unrat (Professor Unrat)

## Nowe dramaty
- zagraniczne
  - Maksim Gorki - Dzieci słońca (Дети солнца)
  - George Bernard Shaw - Major Barbara
  - John Millington Synge - Studnia świętych (The Well of the Saints)

## Nowe poezje
- zagraniczne
  - Rainer Maria Rilke - Księga godzin (Stundenbuch)
  - Oscar Wilde - De profundis (pośm.)

## Urodzili się
- 6 stycznia – Kazys Boruta,  litewski poeta i pisarz (zm. 1965)
- 16 stycznia
  - Sei Itō, japoński pisarz (zm. 1969)
  - Anna Sakse, łotewska powieściopisarka i poetka sowiecka (zm. 1981)
- 21 stycznia – Wanda Wasilewska, polska pisarka (zm. 1964)
- 23 stycznia – Konstanty Ildefons Gałczyński, polski poeta (zm. 1953)
- 31 stycznia – John O’Hara, amerykański pisarz (zm. 1970)
- 2 lutego – Ayn Rand, amerykańska pisarka i filozofka (zm. 1982)
- 6 lutego – Irmgard Keun, niemiecka pisarka (zm. 1982)
- 9 lutego – Bronisław Przyłuski, polski poeta, dramaturg i tłumacz (zm. 1980)
- 26 lutego – Józef Kisielewski, polski pisarz i dziennikarz (zm. 1966)
- 20 marca – Wiera Panowa, radziecka pisarka (zm. 1973)
- 21 marca – Phyllis McGinley, amerykańska poetka (zm. 1978)
- 25 marca – Karol Olgierd Borchardt, polski pisarz i marynarz (zm. 1986)
- 11 kwietnia – Attila József, węgierski poeta (zm. 1937)
- 20 kwietnia – Hanna Januszewska, polska pisarka, poetka i tłumaczka (zm. 1980)
- 24 kwietnia – Robert Penn Warren, amerykański poeta i pisarz (zm. 1989)
- 28 kwietnia – Konrad Wrzos, polski dziennikarz i reportażysta (zm. 1974)
- 3 maja – George Bidwell, brytyjski pisarz (zm. 1989)
- 16 maja – Herbert Ernest Bates, angielski pisarz (zm. 1974)
- 20 maja – Gerrit Achterberg, holenderski poeta (zm. 1962)
- 24 maja – Michaił Szołochow, rosyjski pisarz, noblista (zm. 1984)
- 16 czerwca – Wiktor Ostrowski, polski autor książek reportażowych (zm. 1992)
- 21 czerwca – Jean-Paul Sartre, francuski pisarz i filozof, noblista (zm. 1980)
- 27 czerwca – Lew Kassil, radziecki pisarz dla młodzieży (zm. 1970)
- 29 czerwca – Manuel Altolaguirre, hiszpański poeta (zm. 1959)
- 25 lipca – Elias Canetti, poeta i dramaturg piszący po niemiecku (zm. 1994)
- 29 lipca – Stanley Kunitz, amerykański poeta (zm. 2006)
- 7 sierpnia – Anna Rudawcowa, polska poetka, pisarka i aktorka (zm. 1981)
- 10 sierpnia – Tymon Terlecki, eseista, historyk literatury, krytyk, teatrolog, tłumacz (zm. 2000)
- 5 września – Arthur Koestler, angielski pisarz i dziennikarz (zm. 1983)
- 16 września – Vladimír Holan, czeski poeta (zm. 1980)
- 2 października – Fumiko Enchi, japońska pisarka (zm. 1986)
- 14 października – Pentti Haanpää, fiński pisarz nurtu realistycznego (zm. 1955)
- 15 października – C.P. Snow, brytyjski pisarz (zm. 1980)
- 20 października – Lew Nussimbaum, niemiecki pisarz, dziennikarz i orientalista żydowskiego pochodzenia (zm. 1942)
- 4 listopada – Dragutin Tadijanović, chorwacki poeta (zm. 2007)
- 10 listopada – Kurt Eggers, niemiecki pisarz, poeta (zm. 1943)
- 15 listopada – Leopold Buczkowski, polski pisarz (zm. 1989)
- 17 listopada – Adam Ważyk, polski poeta i prozaik (zm. 1982)
- 12 grudnia
  - Mulk Raj Anand, indyjski pisarz (zm. 2004)
  - Wasilij Grossman, rosyjski pisarz i dziennikarz (zm. 1964)
- 21 grudnia – Anthony Powell, brytyjski pisarz (zm. 2000)
- 22 grudnia – Kenneth Rexroth, amerykański poeta, pisarz, eseista (zm. 1982)
- 30 grudnia – Daniił Charms, rosyjski poeta awangardowy (zm. 1942)
- 31 grudnia – Tadeusz Breza, polski prozaik i eseista (zm. 1970)

Data dzienna nieznana:
- Ibrahim Tukan, palestyński poeta, najbardziej znany twórca „pokolenia walki” (zm. 1941)

## Zmarli
- 15 lutego – Lewis Wallace, amerykański pisarz i wojskowy (ur. 1827)
- 26 lutego – Marcel Schwob, francuski pisarz żydowskiego pochodzenia (ur. 1867)
- 15 marca – Amalie Skram, norweska pisarka (ur. 1846)
- 24 marca – Jules Verne, francuski pisarz (ur. 1828)
- 28 marca – Huang Zunxian, chiński poeta (ur. 1848)
- 9 kwietnia – Susan Coolidge, amerykańska pisarka (ur. 1835)
- 18 kwietnia – Juan Valera, hiszpański pisarz (ur. 1824)
- 14 sierpnia – Gertrude Bloede, amerykańska poetka (ur. 1845)
- 21 sierpnia – Mary Mapes Dodge, amerykańska pisarka i poetka (ur. 1831)
- 18 września – George MacDonald, szkocki pisarz (ur. 1824)
- 3 października – José-María de Heredia, francuski poeta (ur. 1842)
- 28 października – Alphonse Allais, francuski pisarz i poeta (ur. 1845)
- 1 listopada – Juliusz Mien, polski literat i tłumacz (ur. 1842)
- 15 listopada – Max Spohr, niemiecki księgarz i poeta (ur. 1850)
- 12 grudnia – William Sharp, szkocki pisarz, poeta, biograf (ur. 1855)

## Nagrody
- Nagroda Nobla – Henryk Sienkiewicz
- Nagroda Goncourtów – Claude Farrère, Ludzie cywilizacji (Les Civilisés)
- Prix Femina – Romain Rolland, Jean-Christophe (Jan Krzysztof)